# Gäddtjärnsvarden

Gäddtjärnsvarden är en s.k. vard i norra Dalarna, i Mora kommun. Gäddtjärnsvarden ligger i naturreservatet Andljusvarden. Höjden når cirka 745 m ö.h. Gäddtjärnsvarden är utsatt på Terrängkartan Älvho 15E SO.